# Djurdjura
El Djurdjura (en cabilio: Ǧerǧer; en árabe: جبال جرجرة) es un macizo montañoso del norte de Argelia y es la principal cordillera de la región de Cabilia. Pertenece a la cordillera del Atlas que recorre el Magreb de este a oeste, y más precisamente al Atlas Telliano.

## Geografía

### Delimitación
El macizo del Djurdjura cubre 553.021 ha y sus límites naturales son:
- al norte, el mar mediterráneo
- al oeste, el río Isser
- al sur, el río Soummam

Desde un punto de vista administrativo, el Djurdjura se extiende por cuatro provincias argelinas o vilayatos:
- el vilayato de Tizi Ouzou al completo (67 municipios y 53,70 % del macizo)
- el oeste del vilayato de Bejaia (22 municipios y 23,51 % del macizo)
- la parte nordeste del vilayato de Bumerdés (13 municipios y 12,54 % del macizo)
- la parte nordeste del vilayato de Bouira (9 municipios y 10,25 % del macizo)

### Relieve

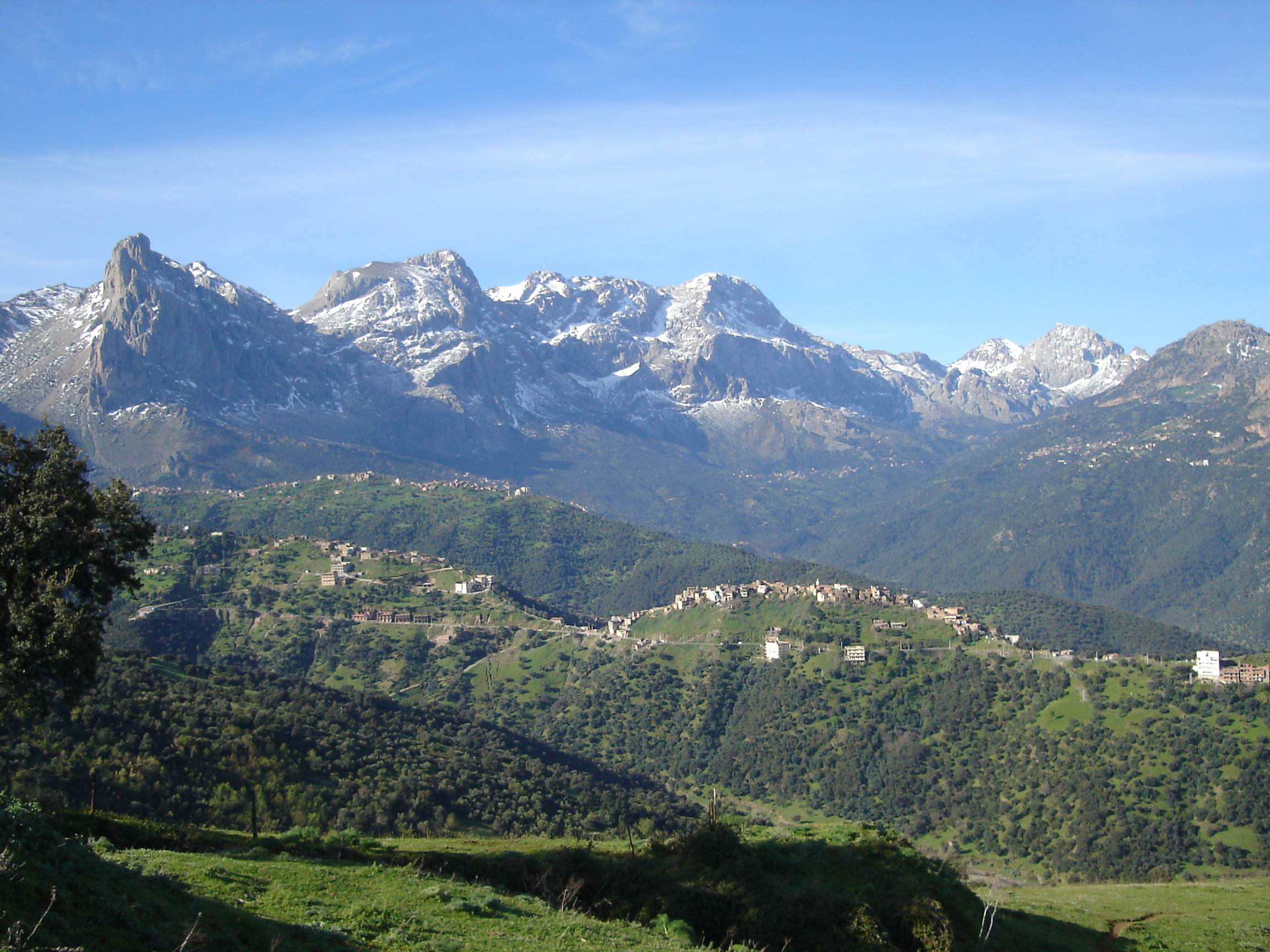
Vista de los montes de Cabilia desde las cumbres del Djurdjura.

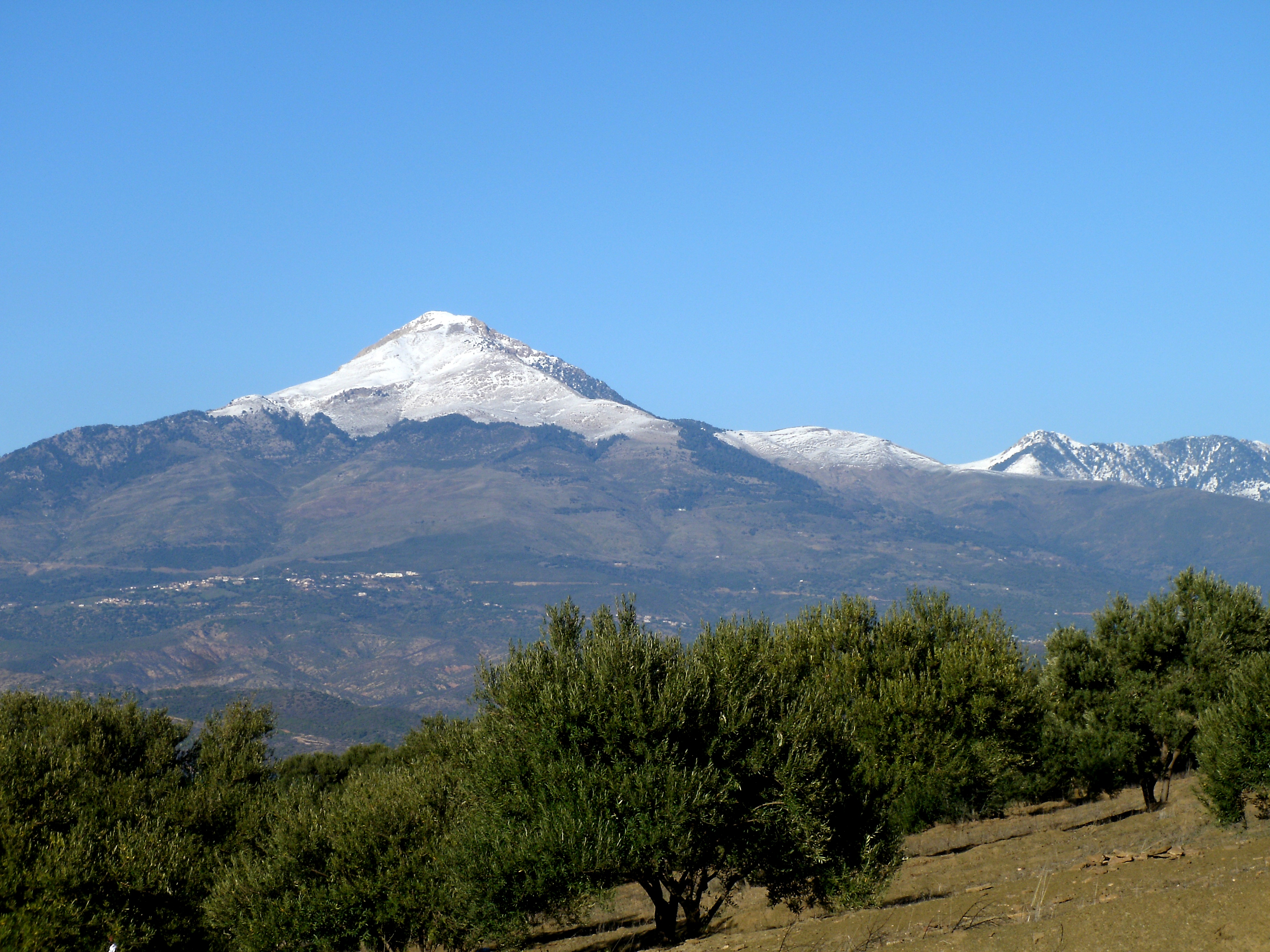
El Lalla Khadidja en invierno.

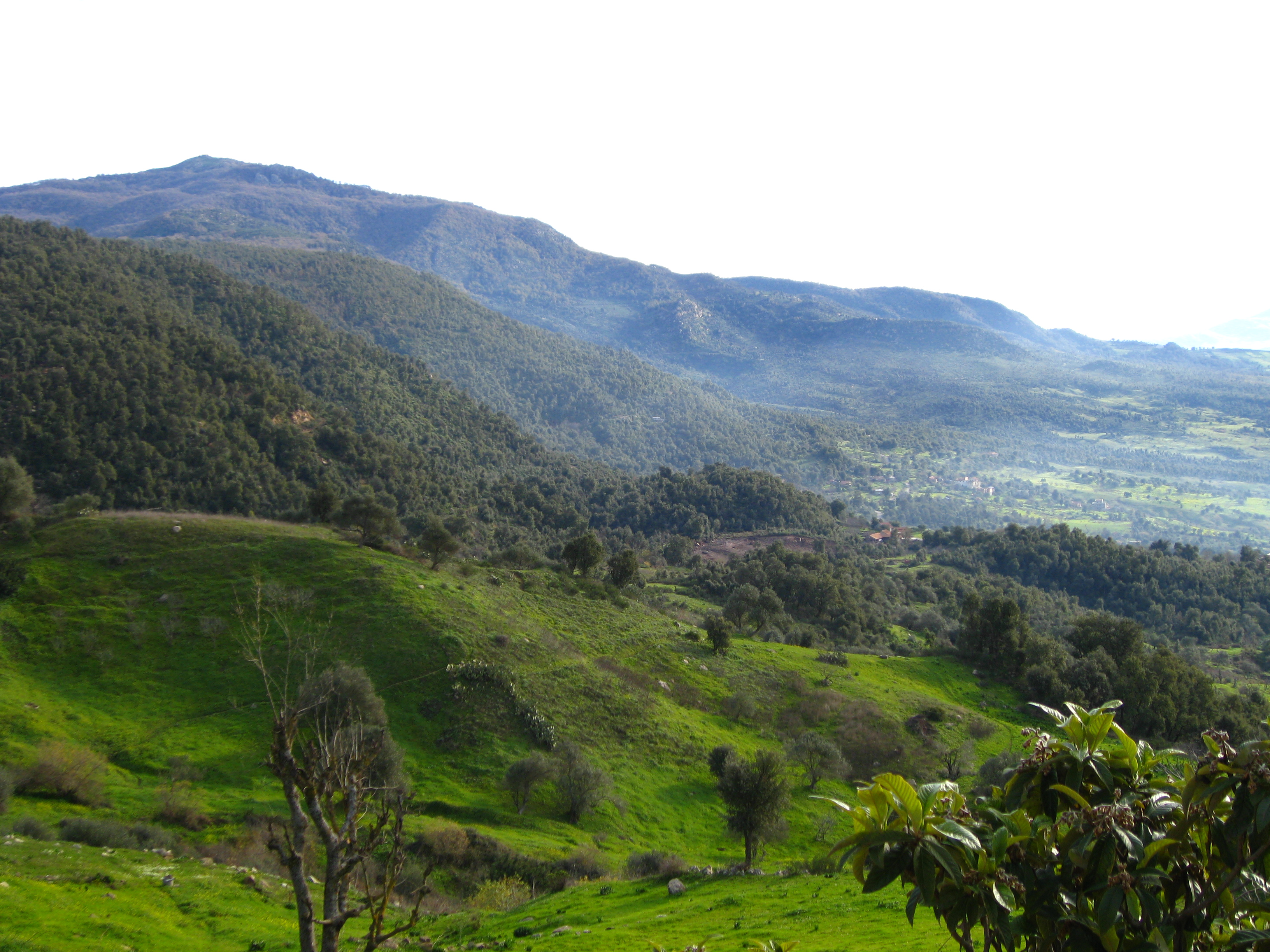
Montes del municipio de Aghribs, a 40 km al noreste de Tizi Ouzou, en primavera.

La mayor parte del macizo del Djurdjura presenta altitudes que no sobrepasan los 800 metros (82,32% del conjunto), y 48,55% de sus montes se encuentran entre 400 y 800 m de altitud. Los montes de entre 800 m y 1200 m cubren 11,33% del conjunto y las zonas de alta montaña, por encima de los 1200 m, 6,46%. Las cumbres más altas corresponden a la cordillera del Djurdjura (2.308 m.) y al macizo del Akfadou (entre 1400 y 1500 m.).
El macizo se compone de tres áreas claramente diferenciadas.
- Por un lado, dos cordilleras que van estrechándose de oeste a este para acabar reuniéndose:
  - en el norte, una sucesión de llanuras costeras formadas por los abanicos aluviales de los ríos que bajan de las montañas, y de macizos costeros formados por montes de una altitud media que oscila entre 400 y 800 m.;
  - En el sur, la cordillera del Djurdjura propiamente dicha que muestra un relieve de alta montaña cuya altitud oscila entre 1700 y 2.308 m. en el monte Lalla Khadidja, su pico más alto. Sus cumbres forman la línea divisoria entre el este de la cuenca de la región de Argel al norte y la cuenca del río Soummam, al sur.
- En medio de estas cordilleras se encuentra una zona de piedemonte entrecortada por depresiones. En su parte occidental (depresión de Draa El Mizan y valle del río Sebaou) raras veces alcanza los 800 m., pero en su parte oriental se mantiene por encima de esta altura y puede superar los 1.200 m.

## Clima
De manera general el Djurdjura conoce dos estaciones:
- una estación fría de noviembre a abril con temperaturas mínimas por debajo de 0 °C y en la que se registra el 90 % de la pluviometría anual;
- una estación cálida de mayo a octubre en la que las máximas pueden sobrepasar 45 °C, y durante la cual se registra el 10 % de las lluvias anuales. Esta larga temporada seca, en la que sopla con frecuencia el siroco que proviene del desierto, dificulta la agricultura de secano.

Las lluvias son abundantes en todo el territorio (entre 600 y 900 mm/año) y pueden alcanzar 1500 mm/año en las cumbres. Al igual que en el resto de Argelia, la pluviometría del Djurdjura aumenta con la altitud y se incrementa de oeste a este, pero disminuye al alejarse del litoral.

## Orografía
El Djurdjura cuenta con una red muy densa de ríos, o uadis, que han conformado su relieve escarpado y han excavado profundos valles. Tres uadis principales lo recorren:
- el uadi Isser, que drena la parte oeste del macizo
- el uadi Soummam, que drena la parte sur
- el uadi Sebaou, que drena la casi totalidad de la wilaya de Tizi Ouzou y la parte oriental de la wilaya de Bumerdés

Estos ríos drenan las aguas pluviales hacia el mar y se alimentan de una importante red de pequeños oueds costeros y de montaña, así como de algunos afluyentes de importancia.

## Demografía
El conjunto del macizo albergaba una población de 2.033.489 habitantes en 2006, lo que equivale a una densidad de 353
habitantes/km², de los que 43 % viven en zonas urbanas. Mientras que la población se multiplicó por 1,7 en 30 años (de 1977 a 2008), la tasa de crecimiento anual ha disminuido significativamente desde 1998 en consonancia con la tendencia general del país.

## Patrimonio y turismo

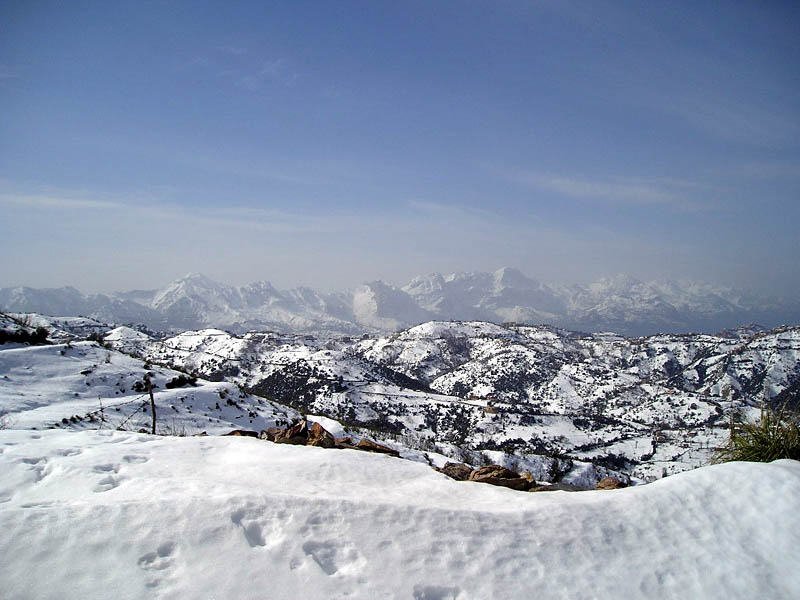
Montañas nevadas de Cabilia.

El macizo ofrece un fuerte potencial turístico todavía poco explotado: playas vírgenes muy escarpadas que dominan el Mediterráneo entre Djinet y Bejaia, importantes bosques litorales y de montaña (bosques de Yakouren y de Akfadou, parque nacional del Djurdura con su bosque de cedros y parque nacional de Gouraya, ambos reservas de la biosfera), yacimientos arqueológicos y monumentos históricos, sin olvidar las fiestas tradicionales y la artesanía de los pueblos cabileños.
La abundantes aguas subterráneas del Djurdjura dan lugar a muchos manantiales de aguas termales. Los más conocidos, que cuentan con un balneario, son el Hammam Salihine en la región de Tizi Ouzou y el Hammam Silane, en el municipio de Tifra.
En el flanco sur de la cordillera del Djurdjura existe una estación de esquí, Tikjda, que pertenece a la provincia de Bouira.
También son reputadas las simas de Assouil e Iflis que tienen más de 1000 metros de profundidad.

## Fuente utilizada
- Étude sur le Djurjura V3 - Etude relative à la delimitation et à la caracterisation des zones de montagne et des massifs montagneux du djurdjura. Editorial: ministère de l’aménagement du territoire, de l’environnement et du tourisme - M.A.T.E.T. (Argelia), & centre national des études appliquées pour la population et le développement - CENEAP (Argelia). Publicado por scribd.com el 5 de diciembre de 2009. (en francés)